# مبادئ الأصول
مبادئ الأصول. كتاب أملاه الإمام الجزائري عبد الحميد بن باديس المعروف بـ ابن باديس، في أصول الفقه. نشرته الشركة الوطنية للنشر والتوزيع بتحقيق الدكتور عمار الطالبي.
قال المحقق عمار الطالبي في تعريف الكتاب: «رسالة هامة من رسائل الإمام ابن باديس في علم الأصول، إتصل نشاطه العلمي فيها بنشاط أسلافه من القدماء، فأحيا بها البحث العلمي، والنظر في الأصول، وفي المنهج، ولم يكتفي بالفروع كما هو ديدن الفقهاء المتأخرين الذين اقتصروا على الجزئيات، ولم يلتفتوا إلى الكليات التي تنبني عليها إلا قليلا.»

## فهرست الكتاب
- الباب الأول في أفعال المكلفين، و فيه فصول.
- الباب الثاني في أحكام الله تعالى، و فيه فصول.
- الباب الثالث أدلة الأحكام من الكتاب و السنة و الإجماع و القياس، و فيه فصول.
- الباب الرابع في القواعد الأصولية، وفي فصول.
- خاتمة في الاجتهاد و التقليد و الاتباع.[4]

## مقدمة المحقق
قال د. عمار طالبي محقق الكتاب في مقدمته:
| مبادئ الأصول | يمثل علم الأصول في الثقافة الإسلامية منطق الاستدلال، ومنهج البحث والاستنباط في الشريعة، ولهذا العلم جوانب لغوية فلسفية في لسان العرب وأوضاعه ودلالاته، مما جعله بحق فلسفة للفقه الاسلامي ومنطقا له. ولا غرو بعد هذا أن يأتي الشيخ مصطفي عبد الرازق (ت1366هـ - 1947م) فيعتبر "الأصول" من أهم مجالات الفكر الفلسفي الاسلامي، الذي بدت فيه أصالة هذا الفكر وإبداعه واستقلاله. هذا، وقد ألف فيه الإمام الشافعي (ت 204هـ) رسالته المشهورة، ثم تتابع فيه التصنيف إلى يومنا هذا. ومن أمهات هذا العلم ما ألفه فيه الإمام أحمد بن علي أبو بكر الجصاص (305 - 370هـ) وما صنفه أبو زيد الدبوسي عبيد الله بن عمر، (ت 430هـ)، وكتاب "البرهان" لإمام الحرمين الجويني (ت 478هـ) الذي نعنى منذ عدة سنوات بتحقيقه، وسيصدر قريبا للناس بإذن الله، وكتاب فخر الإسلام علي بن محمد بن الحسين البزدوي (ت482هـ)، وكتاب "المستصفي" للغزالي (ت555هـ) وكتاب الآمدي (ت631هـ)، و"منهاج الوصول إلى علم الأصول" للقاضي البيضاوي (ت685هـ) وكتاب "الموافقات" للشاطبي (ت790هـ) الذي نحا فيه مؤلفه نحوا من الإبداع لم يسبق إليه، وسلك فيه منهجا بين فيه حكمة الشريعة، ومقاصدها الجليلة. ومن الذين ألفوا في هذا العلم من الجزائريين الإمام الأصولي الشريف محمد بن أحمد التلمساني (710 - 771هـ) الذي وصلنا كتابه "مفتاح الأصول في ابتناء الفروع على الاصول" الذي اشتهر بين علماء إفريقيا الشمالية، وإفريقيا الغربية وفقهائها إلى يومنا هذا. وكان زعيم الإصلاح في بلادنا الإمام ابن باديس يتولى تدريس هذا العلم خلال نصوص هذا الكتاب ويعلق عليه، ويناقشه مع تلامذه وأمام القارئ الكريم رسالة هامة من رسائل الإمام ابن باديس في علم الأصول، إتصل نشاطه العلمي فيها بنشاط أسلافه من القدماء، فأحيا بها البحث العلمي، والنظر في الأصول، وفي المنهج، ولم يكتفي بالفروع كما هو ديدن الفقهاء المتأخرين الذين اقتصروا على الجزئيات، ولم يلتفتوا إلى الكليات التي تنبني عليها إلا قليلا. عثرت على هذه الرسالة عند أحد تلاميذ الإمام في مدينة قسنطينة ألا وهو الأستاذ محمد العربي بن صالح الحركاتي البنعيسي كان قد أملاها ابن باديس على تلاميذه سنة 1356هـ (1938م). أحاط فيها صاحبها على وجازتها بأهم مطالب هذا العلم ومسائله. وأردنا بنشر هذه المخطوطة النادرة أن نحيي بها ذكرى ابن باديس الأربعين لعل همما تبعث في هذا السبيل لنشر أصول الثقافة الإسلامية، والإهتمام بهذا العلم الجوهري من علوم المسلمين، الذي كاد ينقطع درسه في هذا القطر المجاهد من أقطار الإسلام. ولعل الله ييسر لنا فيما يستقبل من أيامنا تحليل هذه الرسالة، وبيان مجمل ما اشتملت عليه من مسائل هذا العلم، الذي هو أداة المجتهد في حركة التجديد، وسلاحه في تأصيل ما يعرض للمسلمين في عصرنا هذا من مشكلات تدعو للاجتهاد والجهاد. نسأل الله أن يهيء لنا من أمرنا رشدا وأن ينير سبيلنا في كل عمل ينال رضاه. الجزائر: الخميس 3جمادي الاولى عام 1400هـ - د. عمار طالبي. | مبادئ الأصول |

## شروحات مبادئ الأصول
- الفتح المأمول في شرح مبادئ الأصول[6] كتبه أبو عبد المعزِّ محمَّد علي فركوس

## وصلات خارجية
- للتصفح: كتاب مبادئ الأصول على موقع المكتبة الشاملة